# Sucha Góra (Stara Morawa)
Sucha Góra (dawniej niem. Dürrenberg) – przysiółek, kolonia wsi Stara Morawa w gminie Stronie Śląskie, powiat kłodzki, województwo dolnośląskie.

## Położenie
Przysiółek położony jest na południowym krańcu wsi Stara Morawa, na prawym brzegu Morawki, na stoku Suszycy w Górach Bialskich, na wysokości około 540–600 m n.p.m.

Nazwa nie występuje w oficjalnym spisie miejscowości w Polsce.

## Historia
Przysiółek początkowo związany był ze znacznie odleglejszą wsią Goszów, dawniej zwany Gompersdorf. Założony został na początku XVII wieku. Wzmianki z 1617 roku mówią o 4 dobrach kmiecych należących dawniej do Joachima Hundta. W 1631 roku jest mowa o 5 kmieciach. Kolonią Starej Morawy stał się dopiero w 1833 roku. Przysiółek liczył wtedy 7 parcel kmiecych i 4 parcele dla kolonistów. Pół wieku później sytuacja nie uległa większej zmianie, gdyż Suchą Górę zamieszkiwało 7 kmieci i 3 zagrodników. W latach 1871–1905 było tu 9–12 domów, które zamieszkiwało 42–59 osób.

Po wymianie ludnościowej w 1945 roku przysiółek został zasiedlony, lecz stopniowo wyludnia się. Część zabudowań włączono do Bolesławowa. Obecnie przysiółek liczy zaledwie kilka domów.